# Europees kampioenschap dammen jeugd
Het Europees kampioenschap dammen voor jeugd wordt vanaf 1999 jaarlijks door de EDC georganiseerd in de categorieën  aspiranten en pupillen en vanaf 2001 ook in de categorieën junioren en welpen. In elke categorie worden aparte wedstrijden voor meisjes gespeeld. Er is vaak een gezamenlijke locatie voor de wedstrijden in alle categorieën zoals in 2003 (Minsk), 2004 (Kluczbork) en 2009 (Hijken). Het kampioenschap van 2010 werd gespeeld in Mińsk Mazowiecki. 